# Орса, Фёдор Николаевич
Фёдор Николаевич Орса — советский хозяйственный и государственный деятель, лауреат Государственной премии СССР за выдающиеся достижения в труде.

## Биография
Родился в 1938 году . Член КПСС.
В 1956—1993 годах — строитель, военнослужащий Советской армии, строитель-монтажник, бригадир монтажников Сахалинского ДСК имени 50-летия СССР.
За досрочный ввод в действие объектов, большой личный вклад в улучшение качества строительных работ был в составе коллектива удостоен Государственной премии СССР за выдающиеся достижения в труде 1984 года.
Заслуженный строитель РСФСР.
Умер в 2016 году в Южно-Сахалинске.

## Награды
- Орден Ленина
- Орден Трудового Красного Знамени